# چاوی میتال
چاوی میتال حسین (انگلیسی: Chhavi Mittal؛ زادهٔ ۴ سپتامبر ۱۹۸۰) بازیگر هندی سینما و تلویزیون است. او به همراه همسرش موهیت حسین، شرکت تولید دیجیتال، شیتی ایدئز ترندینگ (اس آی تی) را تأسیس کرد.

## زندگی شخصی
او در سال ۲۰۰۴ با کارگردان، حسین موهیت ازدواج کرد. این زوج با تولد یک دختر با نام اریزا حسین در سال ۲۰۰۴، و تولد یک پسر با نام ارهام حسین در سال ۲۰۱۹، صاحب موهبت الهی شدند. 

## فیلم‌شناسی
تلویزیون
- وراثت[۲]
- فدایی کریشنا[۳]

فیلم‌ها
- نوع دیگری از ازدواج در نقش ناتاشا[۴]